# Ian Buruma
Ian Buruma (n. 28 decembrie 1951, Haga, Țările de Jos) este un scriitor, redactor și istoric neerlandez, care trăiește și lucrează în Statele Unite ale Americii. În luna mai 2017 a fost numit redactor al The New York Review of Books, începându-și activitatea în septembrie 2017.
Multe din scrierile sale sunt axate pe cultura Asiei, în special cea a Chinei și a Japoniei din secolul al XX-lea. El a fost profesor de drepturile omului și de jurnalism la Bard College din 2003 până în 2017.

## Viața și cariera
Buruma s-a născut și a crescut la Haga, Țările de Jos, dintr-un tată neerlandez și o mamă englezoaică. El a studiat istoria și literatura chineză la Universitatea din Leiden, și apoi, cinematografia japoneză la Universitatea Nihon din Tokyo, Japonia. Soția lui este istorica japoneză Hotta Eri. 
A locuit în Japonia din 1975 până în 1981, unde a lucrat ca fotograf, realizator de filme documentare și critic de film. În cursul anilor 1980, a editat secțiunea culturală a Far Eastern Economic Review din Hong Kong. Mai târziu, a călătorit prin Asia, lucrând ca scriitor independent. Buruma este membru al Consiliului European pentru Relații Externe. Buruma a contribuit cu numeroase articole la revista The New York Review of Books începând din 1985. A avut burse la Wissenschaftskolleg din Berlin (1991) și la Woodrow Wilson International Center for Scholars din Washington, D.C. (1999) și a predat la St Antony's College din Oxford, Marea Britanie. În anul 2000 a ținut conferința anuală Huizinga (despre „Neoromantismul scriitorilor din exil”), în Pieterskerk din Leiden, Țările de Jos. 
Din 2003 până în 2017 Buruma a fost profesor de democrație, drepturile omului și jurnalism la Bard College din New York. În mai 2017 a fost numit redactor al revistei The New York Review of Books, preluând funcția de redactor în septembrie 2017, ca succesor al redactorului fondator Robert B. Silvers, care a deținut această poziție până la moartea sa, în martie 2017. A obținut mai multe premii pentru cărțile sale, inclusiv Premiul de carte al revistei Los Angeles Times și Premiul pentru arta eseului al PEN/Diamonstein-Spielvogel pentru Theater of Cruelty. A deținut o serie de poziții academice și editoriale și a fost numit un „intelectual european bine-privit”.
Buruma este un nepot al regizorului englez de film John Schlesinger, publicând o carte de interviuri cu acesta.

## Opinii politice
Buruma a susținut participarea convinsă a Marii Britanii în cadrul Uniunii Europene pentru că ei sunt „cei mai puternici campioni în Europa ai unei abordări liberale a politicii și comerțului”.

## Premii
În 2008 Buruma a fost distins cu Premiul Erasmus, care este decernat unei persoane care este acordat anual unei persoane sau instituții care a adus o contribuție excepțională culturii, societății sau științelor sociale din Europa sau din lumea întreagă.
În aprilie 2012, el a fost distins cu Premiul Abraham Kuyper pentru excelență în teologie reformată și viață publică al Seminarului Teologic Princeton.

## Scrieri
- The Japanese Tattoo. Weatherhill. 1980. ISBN 978-0834801493. with Donald Richie
- Behind the Mask: On Sexual Demons, Sacred Mothers, Transvestites, Gangsters, Drifters, and Other Japanese Cultural Heroes. New American Library. 1983. ISBN 978-0452010543.
- A Japanese Mirror: Heroes and Villains of Japanese Culture. London: Jonathan Cape. 1984. ISBN 978-0224020497.
- Tokyo: Form and Spirit (1986) with James Brandon, Kenneth Frampton, Martin Friedman, Donald Richie ISBN: 978-0-8109-1690-6
- God's Dust: A Modern Asian Journey (1989) ISBN: 978-0-7538-1089-7
- Great Cities of the World: Hong Kong (1991)
- Playing the Game (1991) novel ISBN: 978-0-374-52633-7
- The Wages of Guilt: Memories of War in Germany and in Japan (1994) ISBN: 978-0-452-01156-4
- Introduction for Geisha: The Life, the Voices, the Art (1998) by Jodi Cobb ISBN: 978-0-375-70180-1
- Voltaire's Coconuts, or Anglomania in Europe (UK title) (1998) or Anglomania: a European Love Affair (US title) (1999) ISBN: 978-0-7538-0954-9
- The Missionary and the Libertine: Love and War in East and West (2000) compilation ISBN: 978-0-571-21414-3
- De neo-romantiek van schrijvers in exil ("Neoromanticism of writers in exile") (2000) ISBN: 90-446-0028-1
- Bad Elements: Chinese Rebels from Los Angeles to Beijing (2001) ISBN: 978-0-679-78136-3
- Inventing Japan: From Empire to Economic Miracle 1853–1964 (2003) ISBN: 978-0-679-64085-1
- Occidentalism: The West in the Eyes of Its Enemies (2004) with Avishai Margalit ISBN: 978-0-14-303487-2
- Murder in Amsterdam: The Death of Theo Van Gogh and the Limits of Tolerance (2006) ISBN: 978-1-59420-108-0 winner of The Los Angeles Times Book Prize for the Best Current Interest Book.
- Conversations with John Schlesinger (2006) ISBN: 0-375-75763-5
- Commentary on the History of China for the time period of The Last Emperor, The Criterion Collection 2008 DVDs (ASIN: B000ZM1MIW, ISBN: 978-1-60465-014-3).
- The China Lover (2008) novel ISBN: 978-1-59420-194-3
- Taming the Gods: Religion and Democracy on Three Continents (2010) ISBN: 978-0-691-13489-5, with some historical examples of the value the separation of religion and national governance with the separation of church and state as one example.
- Grenzen aan de vrijheid: van De Sade tot Wilders (Limits to Freedom: From De Sade to Wilders) (2010) ISBN: 978-90-477-0262-7 – Essay for the Month of Philosophy in the Netherlands.
- Year Zero: A History of 1945. New York, NY: The Penguin Press. 2013. ISBN 978-1594204364.
- Theater of Cruelty (2014)
- Their Promised Land: My Grandparents in Love and War (2016)

Eseuri
- Theater of Cruelty: Art, Film, and the Shadows of War ISBN: 978-1590177778
- China's class ceiling, published in the Los Angeles Times
- The Pilgrimage from Tiananmen Square, The New York Times (1999)